# Laelia schultzei
Laelia schultzei är en orkidéart som först beskrevs av Rudolf Schlechter, och fick sitt nu gällande namn av Julian Mark Hugh Shaw. Laelia schultzei ingår i släktet Laelia och familjen orkidéer. Inga underarter finns listade i Catalogue of Life.